# Anastasios Quaestor
Anastasios Quaestor (altgriechisch Αναστάσιος κυαίστωρ; * 2. Hälfte des 9. Jahrhunderts im Byzantinischen Reich; † 1. Hälfte des 10. Jahrhunderts ebenda), auch unter den Spitznamen „Τραυλός“ („Stammler“) oder „Καμψάκης“ („Krug“) bekannt, war ein byzantinischer Autor von Gedichten, der zur Zeit des Kaisers Leon VI. (886–912) lebte.

## Wirken
Anastasios Quaestor schrieb 906 einen Brief an Leon Choirosphaktes und war wohl noch 921/22 aktiv. Er verfasste mit Billigung, vielleicht sogar im Auftrag Leons VI. – der an liturgischen Fragen im weitesten Sinne sehr interessiert war –, eine Reihe von Kirchendichtungen, unter anderem Verse über den Kruzifixus, Akoluthien (hauptsächlich Heirmoi) für die Feste der Ὑπαπαντή (am 2. Februar), der Βαΐα (am Palmsonntag), der Geburt Johannes des Täufers (am 24. Juni), des Märtyrers Agathonikos von Nikomedia (am 22. August), des Osterfestes und des Εὐαγγελισμός (am 25. März) sowie einen Kanon auf Eubiotos und Philetairos. Außerdem gilt er – sicherlich zu Recht – als Autor eines Enkomions auf Agathonikos und eines Epitaphs auf Metrophanes von Smyrna. Der mit der Akrostichis „Ἀναστασίου ἁμαρτωλοῦ ἐξομολόγησις“ versehene Bußkanon ist ihm dagegen schwerlich zuzuweisen, und auch das berühmte Toten-Kontakion kann, wie Constantine A. Trypanis endgültig nachwies, nicht von ihm stammen.

## Werke
- Brief an Leon Choirosphaktes: Ioannes Sakkelion in: Δελτίον τῆς ἱστορικῆς καὶ ἐθνολογικῆς ἑταιρίας τῆς Ἑλλάδος 1, 1883/4, S. 407; Georges Kolias: Léon Choerosphactès. Athen 1939, S. 93 (mit französischer Übersetzung)
- Über den Crucifixus: Hermann Beckby: Anthologia Graeca IV 2, München 1958, S. 282 (XV 28, mit deutscher Übersetzung)
- Akoluthien bzw. Heirmoi: Athanasios Papadopoulos-Kerameus in: Vizantijski Vremennik 7, 1900, S. 43–59, hier S. 45–59
- Kanon auf Eubiotos und Philetairos: Albrecht Berger in: Νέα Ῥώμη 3, 2006, S. 165–180, hier S. 173–180
- Enkomion auf Agathonikos: Gulielmus van Hooff in: Analecta Bollandiana 5, 1886, S. 397–415
- Epitaph auf Metrophanes von Smyrna: Silvio Giuseppe Mercati, in: Byzantinische Zeitschrift 30, 1929/30, S. 54–60, hier S. 60 (Nachdruck in: ders.: Collectanea Byzantina. Bd. 1, Bari 1970, S. 443–451, hier S. 450)
- Bußkanon: Jean-Baptiste Pitra: Iuris Ecclesiastici Graecorum Historia et Monumenta II. Rom 1868 (Nachdruck 1963), S. 281–285
- Toten-Kontakion (von einem älteren Anastasios stammend): Jean-Baptiste Pitra: Analecta sacra spicilegio Solesmensi parata I. Paris 1876 (Nachdruck Farnborough 1966), S. 242–249, bzw. Trypanis 55–64